# Vomeropsis
Vomeropsis es un género extinto de peces osteíctios del orden Perciformes. Vivió durante la época del Eoceno. Un fósil de este género se encuentra en el Museo Cívico de Historia Natural de Milán, en Italia.

## Especies
Clasificación del género Vomeropsis:
- † Vomeropsis (Heckel 1854)
  - † Vomeropsis triurus (Volta 1796)[3]